# Romy Rosemont
Romy Rosemont (Nueva York, 28 de octubre de 1964) es una actriz de televisión que ha aparecido en múltiples series, entre las que figuran Shark, Anatomía de Grey, CSI, Prison Break y Sin cita previa. Consiguió su éxito en 2010, gracias a su papel como Carole Hudson en la serie musical Glee. Romy Rosemont está casada con el actor Stephen Root y, la pareja ha aparecido recientemente junta en pantalla en el capítulo 6 de la temporada 4 de la serie de televisión Fringe. En el 2016 interpreta a Jill Shively en American Crime Story.

## Carrera
Romy Rosemont se graduó en la Universidad de Northwestern. Ha tenido papeles recurrentes y de invitada en varias series de televisión, incluyendo Shark junto a James Woods y Danielle Panabaker, así como en Cook-Off!, Boston Legal, Crossing Jordan, Amigos con dinero, Back to You and Me, Close to Home, Friends, Entre fantasmas, Shopgirl, CSI y Prison Break. Actúa además como  Lizzie en el episodio 16 de la sexta temporada de Mentes criminales. Interpretó a Amanda Rogers al final de la primera temporada de The Fosters.

## Glee
En 2009, Romy apareció en la serie musical Glee, con el papel esporádico de Carole Hudson, la madre de Finn Hudson, personaje interpretado por Cory Monteith. En una entrevista en abril de 2011, ella estaba entusiasmada con continuar con su papel en la serie, diciendo "Es una gran historia y está yendo más lejos, pero hay tanta gente que acoger. Pero con suerte estos personajes crecerán, así como el público, que querrá ver más sobre ellos, así que espero que así sea."

## Vida personal
Romy está casada con el actor norteamericano Stephen Root. Es el segundo matrimonio de Stephen, y él tiene un hijo de su matrimonio anterior. La pareja iba a aparecer junta en pantalla en 2011 en la película de terror Red State, pero Romy fue forzada a abandonar el proyecto por problemas de horarios ocasionados con los rodajes en Glee.